# أندي واتسون
أندي واتسون (بالإنجليزية: Andy Watson)‏ (3 سبتمبر 1959 بأبردين في المملكة المتحدة - ) هو مدرب كرة قدم ولاعب كرة قدم بريطاني في مركز الوسط. شارك مع منتخب اسكتلندا تحت 21 سنة لكرة القدم. أما مع النوادي، فقد لعب مع ليدز يونايتد ونادي أبردين ونادي هيبرنيان وهارت أوف ميدلوثيان.

## وصلات خارجية
- أندي واتسون على موقع قاعدة بيانات كرة القدم.إي يو (الإنجليزية)